# Bradla (potok)
Bradla je potok v Košickém regionu, v jihovýchodní části okresu Košice-okolí. Je to pravostranný přítok Slančíku, má délku 4,2 km a je tokem VI. řádu.
Pramení v Slanských vrších, v podcelku Milič, na severovýchodním úpatí Bradla (840,0 m n. m.) v nadmořské výšce cca 430 m n. m., západojihozápadně od obce Slanec. Od pramene teče na krátkém úseku nejprve na severovýchod, následně se stáčí víceméně východním směrem, přičemž z jihu obtéká zmíněnou obec. Pak se stáčí opět na severovýchod, podtéká tři koleje železniční trati č. 190, zleva přibírá svůj jediný přítok pramenící na východním okraji intravilánu obce Slanec a nakonec se stáčí na východ. Koryto se na závěrečném úseku mírně vlní, podtéká silnici II. třídy č. II/522 a západně od obce Slanské Nové Mesto ústí v nadmořské výšce 202,7 m n. m. do potoka Slančík.